# Neuapostolische Kirche in Norddeutschland
Die Neuapostolische Kirche in Norddeutschland war ein Verwaltungsbezirk der Neuapostolischen Kirche und umfasste die Freie- und Hansestadt Hamburg, das Bundesland Bremen, Schleswig-Holstein, Mecklenburg-Vorpommern und den Norden und Nordwesten von Niedersachsen.
Ferner wurden die skandinavischen Länder (mit Grönland) die Länder des Baltikums, sowie Großbritannien und Irland von der Gebietskirche betreut.
Die Gebietskirche Norddeutschland ging am 19. Juni 2016 in der Neuapostolischen Kirche Nord- und Ostdeutschland auf.

## Geschichte
Die Gebietskirche Norddeutschland war nach ihrem Selbstverständnis die älteste in Deutschland. Hier entstand 1863 die erste Gemeinde der Allgemeinen christlichen apostolischen Mission.
Nach dem Tod des Apostels Preuß und der Spaltung 1878 bildete die verbliebene Restgemeinde den Grundstock zur Entwicklung der apostolischen, später neuapostolischen Gemeinden im Raum Norddeutschland. Diese Gemeinde bildete den Grundstock aller neuapostolischen Gemeinden. Heute besteht sie als neuapostolische Kirchengemeinde Hamburg-Borgfelde fort.
Von dieser Gemeinde aus wurde der Apostel Friedrich Wilhelm Schwarz nach Amsterdam entsandt. Es entwickelte sich schnell eine Filialgemeinde in Hamburg-Lurup. Auch im Harz entstanden Filialen (ab 1864 in Schladen), die zunächst von Hamburg aus betreut wurden.
1882 wurde, als zweite selbstständige Gemeinde dieser Gebietskirche, die Gemeinde Lüneburg erhoben. In rascher Folge entstanden im Gebiet der Lüneburger Heide mit Schwerpunkten in der Nordheide und um Soltau neuapostolische Gemeinden.
In den 1890er Jahren entstanden von Hamburg aus erste neuapostolische Gemeinden in Skandinavien.
Der Bezirk war lange Zeit unter dem Namen seines Sitzes als Apostelbezirk Hamburg bekannt.
Nach 1945 wurden aus ihrem Gebiet heraus die Gebietskirchen Mecklenburg-Vorpommern und Bremen gegründet. Diese wurden nach 1990 wieder mit der Gebietskirche Hamburg zur Gebietskirche Norddeutschland vereinigt.
Durch die altersbedingte Ruhesetzung von Bezirksapostel Wilfried Klingler (Neuapostolische Kirche Mitteldeutschland) im Juni 2016 wird die Gebietskirche Mitteldeutschland mit der Gebietskirche Norddeutschland zusammengelegt. Betreut wird diese dann von Bezirksapostel Rüdiger Krause aus Norddeutschland. Für den neuen Bereich wurden Kirchenmitglieder aufgerufen bis Ende August 2015 Vorschläge für einen neuen Namen dieser Gebietskirche einzureichen. Als neuer Name wurde "Neuapostolische Kirche Nord- und Ostdeutschland" im Herbst 2015 von der zukünftigen Kirchenleitung vorgestellt. Dieser passe zur entstehenden Gebietskirche und wurde in den Umfrageergebnissen der Kirchenmitglieder vermehrt vorgeschlagen.

## Bisherige Leitung der Gebietskirche
- 12. April 1863 bis 25. Juli 1878: Apostel Louis Preuß
- 1878–1881: Apostel Menkhoff (Betreuung)
- 1881–1899: Apostel Fritz Krebs (Betreuung)
- 22. Mai 1899 bis 28. März 1903: Apostel Friedrich Wachmann
- 1903–1907: apostellos, kommissarische Leitung unter Bischof Popp
- 1. April 1907 bis 13. Mai 1922: Apostel Albert Güldenpfennig
- 25. Februar 1923 bis 4. Oktober 1926: Apostel Edmund Blöcker
- 4. Oktober 1926 bis 25. August 1946: Apostel Johannes Lembke
- 25. August 1946–1976: Apostel Karl Weinmann (Hamburg) / Bremen: Apostel Hermann Schumacher
- 1976 bis 10. Juli 1988: Bezirksapostel Günther Knobloch (Hamburg)
- … - 1992: betreut von Apostel Gijsbert Pos (Niederlande)
- 1992–2005: Bezirksapostel Wilhelm Leber
- 2005–2010: Bezirksapostel Karlheinz Schumacher
- 2010–2016: Bezirksapostel Rüdiger Krause